# Bánh clementine
Bánh clementine là một loại bánh có hương vị chủ yếu làm từ quýt clementine, có thể được phủ một lớp glaze hoặc nước xốt ngọt, đường bột, mật ong và clementine, hoặc mứt clementine. Bánh clementine có lẽ bắt nguồn từ một loại bánh cam trong ẩm thực của người Do Thái Sephardi.

## Công thức và các biến thể
Thành phần chính của bánh clementine gồm clementine, hạnh nhân nghiền hoặc bột hạnh nhân, bột mì, đường, bơ và trứng. Ngoài ra, tùy khẩu vị mà có thể lựa chọn thêm nước ép cam, nho rượu Muscat, sữa, rượu vang tráng miệng trắng hoặc rượu vang Riesling, dầu cam hay dầu quýt (hoặc cả hai), hương hạnh đào hoặc vani. Trong một vài biến thể, bánh clementine không sử dụng bột mì và chế biến như một chiếc bánh lộn ngược.
Bánh clementine được làm từ quýt clementine hoặc chất tạo hương clementine trộn trong bột nhào, sau đó xếp chúng trên mặt bánh hoặc xếp theo lát. Các hạt và màng bao múi của quýt có thể được loại bỏ trong quá trình chuẩn bị, hoặc để đỡ tốn công, có thể dùng quýt clementine không hạt thay thế. Mặt khác, người chế biến cũng có thể sử dụng clementine đã cắt lát bao gồm cả vỏ, cũng như clementine được bóc vỏ. Loại quýt này cũng hay được nấu chín trước khi cho vào bột bánh. Trái cây có thể được cắt nhỏ hoặc trộn bằng dụng cụ chế biến. Mứt clementine cũng được sử dụng trên bánh như một món trang trí. Hạnh nhân có thể sơ chế bằng cách nướng hoặc trụng nước sôi, sau đó ngâm trong nước lạnh.
Khi kết thúc quá trình chế biến, người làm bánh có thể rải một lớp topping ngọt như lớp phủ đường, sô cô la, hay xốt kẹo fudge hoặc xốt sô cô la, một lớp đường bột hoặc thậm chí mật ong lên mặt bánh. Bánh clementine cũng có thể đặc cứng hay chảy nhão tùy khẩu vị mỗi người. Hương vị của chúng sẽ ngon hơn một vài ngày sau khi ra lò, bởi các thành phần bên trong chiếc bánh sẽ có xu hướng đậm đà hơn theo thời gian. Sau khi nấu chín, bánh thường dễ vỡ vụn và hay hỏng nếu lật trở bánh quá nhiều lần. Vì vậy, sau khi làm xong, bánh có thể được bảo quản bằng hình thức đông lạnh.

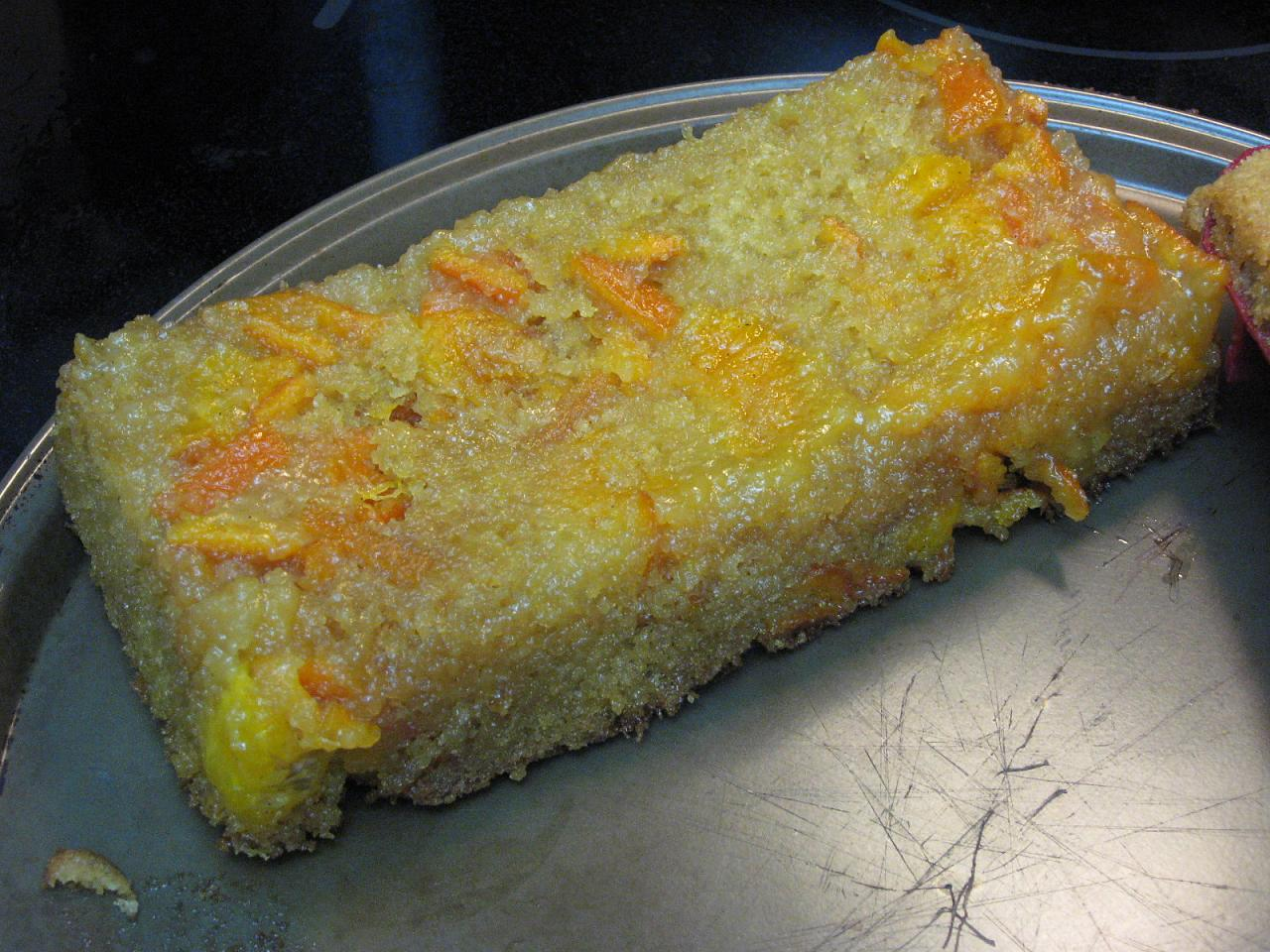
Một lát bánh vani clementine
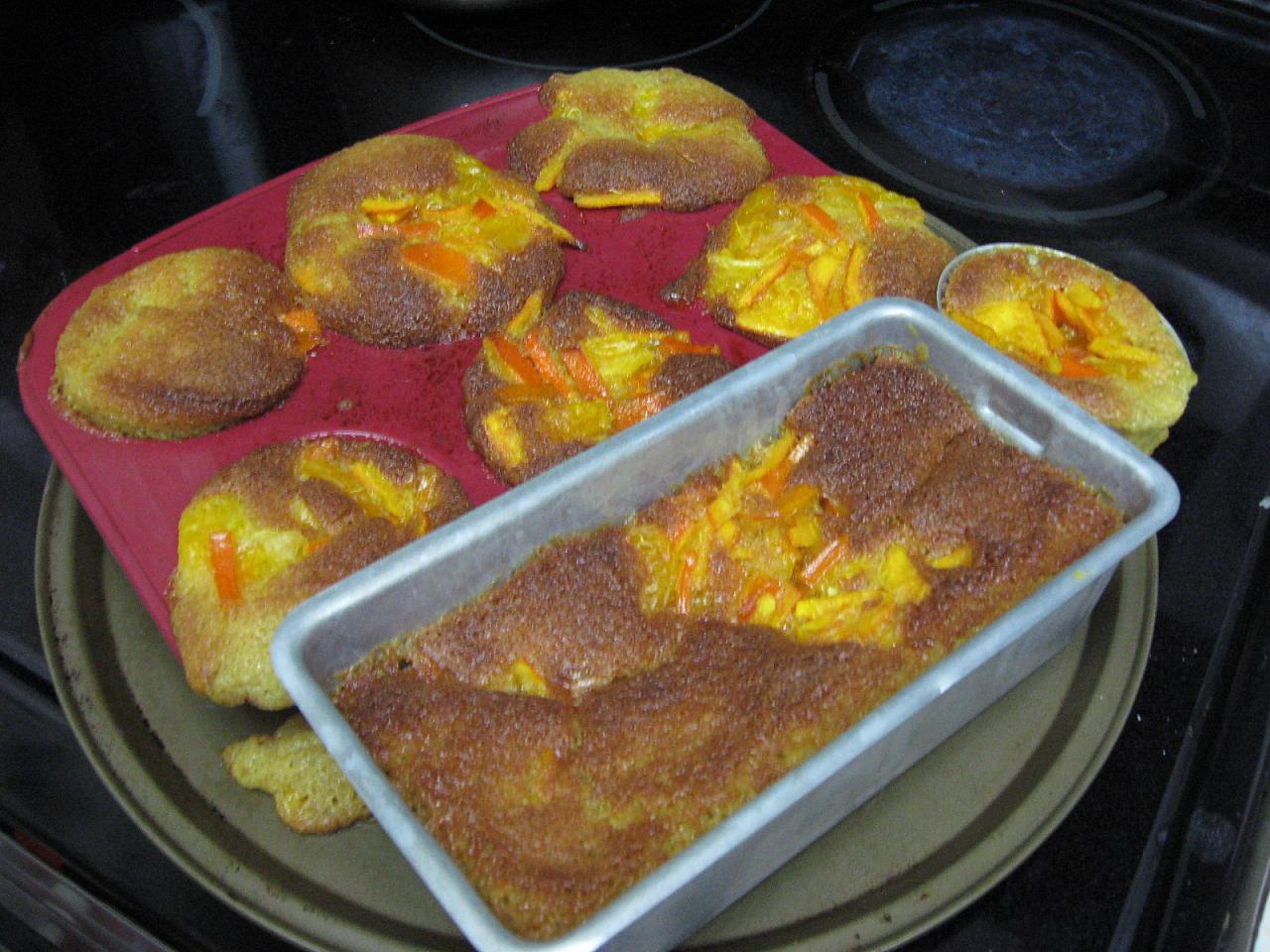
Bánh clementine hương vani và cupcake clementine

## Lịch sử

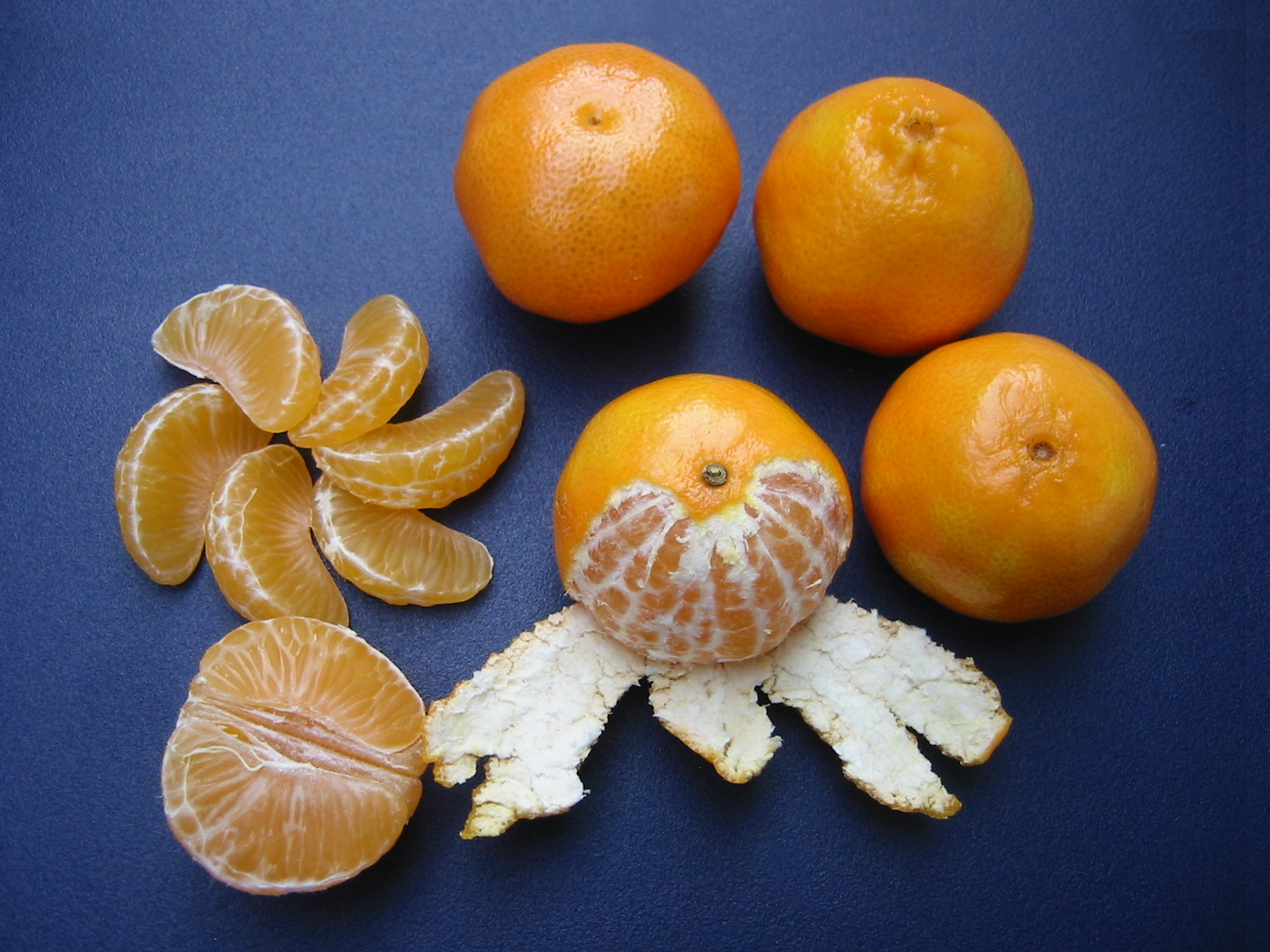
Clementine nguyên quả, bóc vỏ, tách làm đôi và chia thành múi

Nguồn gốc của bánh clementine có lẽ liên quan đến một loại bánh cam của người Do Thái Sephardi. Người Do Thái Sephardi thường trồng cây có múi ở khu vực Địa Trung Hải vào thế kỷ 15 và phổ biến việc sử dụng cam trong các món nướng. Ngoài hương vị của bán đảo Iberia, bánh còn có nguồn gốc từ Bắc Phi và Tây Ban Nha.

## Trong văn hóa đại chúng
Bánh clementine đóng một vai trò nhỏ trong cốt truyện của bộ phim Bí mật của Walter Mitty, được đưa vào cảnh mở đầu cũng như một số cảnh bổ sung trong phim.
Ngoài ra, đầu bếp nổi tiếng người Anh Nigella Lawson cũng có một công thức khác cho bánh clementine.